# Henry Wuorila-Stenberg
Henry John Carl Wuorila-Stenberg (født 6. februar 1949) er en finsk maler. Hans værker er ofte ekspressionistiske og surrealistiske i deres udtryk.
Wuorila-Stenberg blev født i Helsinki. Han studerede på Kunstakademiet i Helsinki i perioden 1967-69 og fortsatte derefter på Den Frie Kunstskole under Tor Arne og Unto Pusa. Han studerede på Accademia di Belle Arti di Roma i perioden 1970-71, hvorefter han flyttede til Vestberlin. Her færdiggjorde han i 1974 sine akademiske studer ved Universität der Künste Berlin. I 1978 studerede han anatomi ved Kunstakademiet i Dresden under Gottfried Bammes.
Wuorila-Stenberg har længe undervist i malerkunst. Han var ansat ved Aalto Universitet i perioden 1984-93 og Kunstakademiet i Helsinki i perioden 1996-2005.
I 2003 fik Wuorila-Stenberg tildelt et æresdiplom af World Cultural Council, og i 2004 fik han overrakt Den Finske Løveorden.
2013 udgav han selvbiografien Hämärän näkijä.